# Annales de Physique
Annales de Physique was een Frans, aan collegiale toetsing onderworpen wetenschappelijk tijdschrift op het gebied van de natuurkunde.
De naam wordt in literatuurverwijzingen meestal afgekort tot Ann. Phys. (Paris).
Het werd uitgegeven door EDP Sciences.
In 2010 is Annales de Physique opgegaan in European Physical Journal H.